# 425

## Události
- 27. února – Theodosius založil v Konstantinopoli universitu, kde zaměstnal spoustu profesorů a dal jim monopoly na universitní vzdělání.[1]
- 23. října – vládcem Západořímské říše se stává Valentinianus III.

## Hlavy států
- Papež – Celestýn I. (422–432)
- Východořímská říše – Theodosius II. (408–450)
- Západořímská říše – Joannes (423–425) » Valentinianus III. (425–455)
- Perská říše – Bahrám V. (421–439)
- Vizigóti – Theodorich I. (419–451)
- Vandalové – Gunderich (407–428)